# Boksitogorsky (huyện)
Huyện Boksitogorsky (tiếng Nga: ? райо́н) là một huyện hành chính tự quản (raion), của Tỉnh Leningrad, Nga. Huyện có diện tích 7147 km². Trung tâm của huyện đóng ở Bogsitogorsk.